# Chris Opie
Chris Opie (* 22. Juli 1987 in Truro, Grafschaft Cornwall) ist ein ehemaliger britischer Radrennfahrer.

## Karriere
Chris Opie gewann 2008 die dritte Etappe bei der Ronde van de Provincie Antwerpen im belgischen Vorselaar. In der Saison 2010 fährt er für das Amateurteam Pendragon-Le Col-Colnago. Bei der Tour of Libya wurde er bei der zweiten Etappe Tageszweiter hinter dem Sieger Abdelbasset Hannachi und er gewann die vierte sowie die fünfte Etappe. Zwei Tage später gewann er auch das libysche Eintagesrennen Grand Prix of Al Fatah. 2012 gewann Opie eine Etappe bei der Tour of Jamtland und belegte den fünften Gesamtplatz. 2015 belegte er zweimal den zweiten Etappenplatz bei der Ronde van Midden-Nederland. 2016 gewann er die zweite Etappe der Tour de Korea und konnte zwei Etappen und die Gesamtwertung der Ronde van Midden-Nederland gewinnen. Außerdem wurde er Vierter auf der 2. Etappe der Tour de Yorkshire. 2017 konnte er auf der 1. Etappe der Tour de Yorkshire den dritten Platz erreichen. Nach der Saison beendete er seine sportliche Karriere.
Nach der Laufbahn als Radrennfahrer war Opie von 2018 bis 2019 Moderator beim Global Cycling Network, einem YouTube-Kanal zum Thema Radsport.

## Erfolge
2016
- eine Etappe Tour de Korea
- Gesamtwertung, Mannschaftszeitfahren und eine Etappe Ronde van Midden-Nederland